# Opus international

Opus International était une revue d'art contemporain française fondée en 1967 et disparue en 1995. 
Dès 1965, la conception graphique et la direction artistique de la revue est assurée par Roman Cieslewicz. 
« Nous souhaitons, sans prévention aucune ni préjugé, inviter à la confrontation tous ceux pour qui le présent est fonction d’un avenir dont ils ne veulent pas être déçus » : en avril 1967, c'est en ces termes qu'exprimait l'éditorial du no 1 de la revue signé par un collectif de critiques d'art l'engagement d'ouvrir Paris et le monde de l'art en France à une nouvelle ère, qui, de New York à Milan en passant par Tokyo et Mexico, déplaçait les enjeux du marché de l'art et de la création.
Sous la houlette de l'éditeur Georges Fall, fondateur de la collection "Le Musée de poche", et servie, sur le conseil de Guillaume Corneille, par la direction artistique de Roman Cieslewicz puis de Michel Guillet, cette revue réunit dans ses premiers numéros des signatures venues d'horizons variés : Jean-Clarence Lambert, qui propose le titre de la revue, Anne Tronche, Pierre Gaudibert, Alain Jouffroy, Gérald Gassiot-Talabot, Jean-Louis Pradel, Raoul-Jean Moulin, Giovanni Joppolo, Jean-Jacques Lévêque et Denise Miège.
L'intérieur était en noir et blanc et la couverture était exécutée avec la complicité d'un artiste contemporain. Le siège social se situait à Paris et la périodicité était trimestrielle, avec parfois des numéros thématiques double.
Opus International devint aussi une maison d'édition qui publia des monographies d'artistes sous le nom de Bibli-Opus.

## Rédaction-en-chef
- 1967-1973 : Jean-Clarence Lambert
- 1974-1980 : Comité de direction fluctuant composé de Giovanni Joppolo, Alain Jouffroy, Jean-Clarence Lambert, Gérald Gassiot-Talabot, Jean-Louis Pradel, Michel Troche, Anne Tronche, etc.
- 1981-1995 : Jean-Luc Chalumeau

## Sommaires sélectifs et notables
- Avril 1967, no 1 : « Paris » avec Roland Topor, Henri Michaux, Roman Cieslewicz, Corneille, Dore Ashton, Christoforou, Leparc, Jacques Monory, etc.
- Juillet 1967, no 2 : « L’œil vérité » avec Jean-Luc Godard, Roman Cieslewicz, André Pieyre de Mandiargues, Magritte, etc.
- Octobre 1967, no 3 : Che Si, dossier La Havane et Che Guevara, avec Antonin Artaud, Alain Robbe-Grillet, Michel Butor, etc.
- Décembre 1967- n°4 : « CCCP, USA », avec Allen Ginsberg, Lawrence Ferlinghetti, Claude Pélieu, Bob Kaufman, Dore Ashton, William Burroughs, etc.
- Février 1968, n°5 : Roger Caillois, Octavio Paz, Lawrence Ferlinghetti, etc.
- Mai 1968, no 6 : « Spécial Pologne »
- Juin 1968, no 7 : « Violences Mai 1968 », couverture de Roland Topor
- Octobre 1968, no 8 : « Les Minoritaires »
- Décembre 1968 no 9: « Tchécoslovaquie - Les pays de l'Est »
- Avril 1969, no 10/11 : « Les objets »
- Juin 1969 no 12 : « Le Bauhaus »
- Novembre 1969, no 13/14 : « L'image érotique »
- Décembre 1969, no 15 : « La chute de l'art »
- Mars 1970, no 16 : « Italie 1970 - Arte Povera »
- Avril 1970 no 17 : couverture de Gérard Fromanger ; avec Alain Jouffroy, David Lamelas, César, René Denizot, etc.
- Juin 1970, no 18 : « Spécial Yougoslavie » ; couverture de Vladimir Veličković
- Octobre 1970, no 19/20 : « Surréalisme international » avec des textes inédits d'Antonin Artaud et Roger Vitrac
- Janvier 1971, no 22 : « Les arteurs »
- Mars 1971, no 23 : « Art conceptuel »
- Septembre 1971, no 27 : « Spécial Pays-Bas »
- Décembre 1971, no 29/30 : « Spécial New York »
- Janvier 1972, no 31-32 : « Dessin d'humour et de contestation »
- Mai 1972, no 35 : « Spécial Québec »
- Janvier 1973, no 40/41 : « Poésie en action » (Poésie visuelle - Poésie phonétique - Typoésie - Electric Generation)
- juin 1973 no 44/45 : « Les Réalismes »
- Janvier 1974, no 48 : couverture de Piotr Kowalski
- Mars 1974, no 49 : « Duchamp et après ? »
- Mai 1974, no 50 : « L’œuvre d'art et l'ordinateur »
- Janvier 1975, no 54 : « Art vidéo »
- Avril 1975, no 55 : « Art sociologique »
- Octobre 1975, no 57 : « Dossier Pierre Soulages »
- Mai 1976, no 59 : « Jeunes peintres figuratifs - Dossier Italie »
- Janvier 1977, no 61-62 : « Dossier Abstraction analytique : Le pour et le contre »
- Mai 1977, no 63 : « PsychiARTrie, arthérapie et langage critique - Folie en fiches »
- Automne 1977, no 64 : « Une lecture de la science-fiction »
- Hiver 1977-1978, no 65 : « L’art hors / sur / dans / contre la ville ? »
- Été 1978, no 68 : « Francis Bacon »
- Hiver 1978-1979, no 70/71 : « Écrire sur l'art »
- Printemps 1979, no 72 : « Dessins »
- Automne 1979, no 74 : « Les rendez-vous manqués »
- Hiver 1979-1980,no 75 : : « Les tendances de l'art en France 1968-1979 »
- Avril-mai 1980, no 76 : « Sculpture - Jackson Pollock »
- Printemps 1981, no 80 : « Lectures de l'art »
- Eté 1981, no 81 : « Le style »
- Eté 1982, no 85 : « Techniques et stratégies de l'Art »
- Printemps 1985, no 97 : « Le matiérisme »
- Été 1985, no 98 : « Wolf Vostell »[5]
- Hiver 1985, no 100 : « Images fin-de-siècle »
- Printemps-été 1986, no 101 : « Une situation mitteleuropéenne - 25 ans d'art en France »
- Février-Mars 1989, no 112 : « Les affichistes »
- Printemps-hiver 1992, no 127 : « L'art au nom de quoi ? »
- Été 1992, no 128 : « Hervé Télémaque »
- Automne 1992, no 129 : « Christian Jaccard »
- Automne 1993, no 132 : « Joseph Beuys »
- Automne 1994, no 134 : « Jacques Monory »
- Hiver 1995, no 135 : « Antonio Seguí - L'Art contemporain en Amérique Latine »

## Biblio-Opus
Dans cette collection Georges Fall fait paraître, dans le même format que la revue, des ouvrages sur Gérard Fromanger (par Jacques Prévert), Erró, Monory, Berni, Wifredo Lam, Édouard Pignon, Lettrisme et hypergraphie, Scanavino, Marcel Duchamp, Jiří Kolář (par Raoul-Jean Moulin), L'image érotique.

## Iconographie
Le titre Opus international occupe une place centrale dans le portrait de Jean-Luc Chalumeau réalisé par le peintre péruvien Herman Braun-Vega en 1987-1989 en référence au rôle du sujet dans la revue. 